# Concierto para clarinete (Mozart)

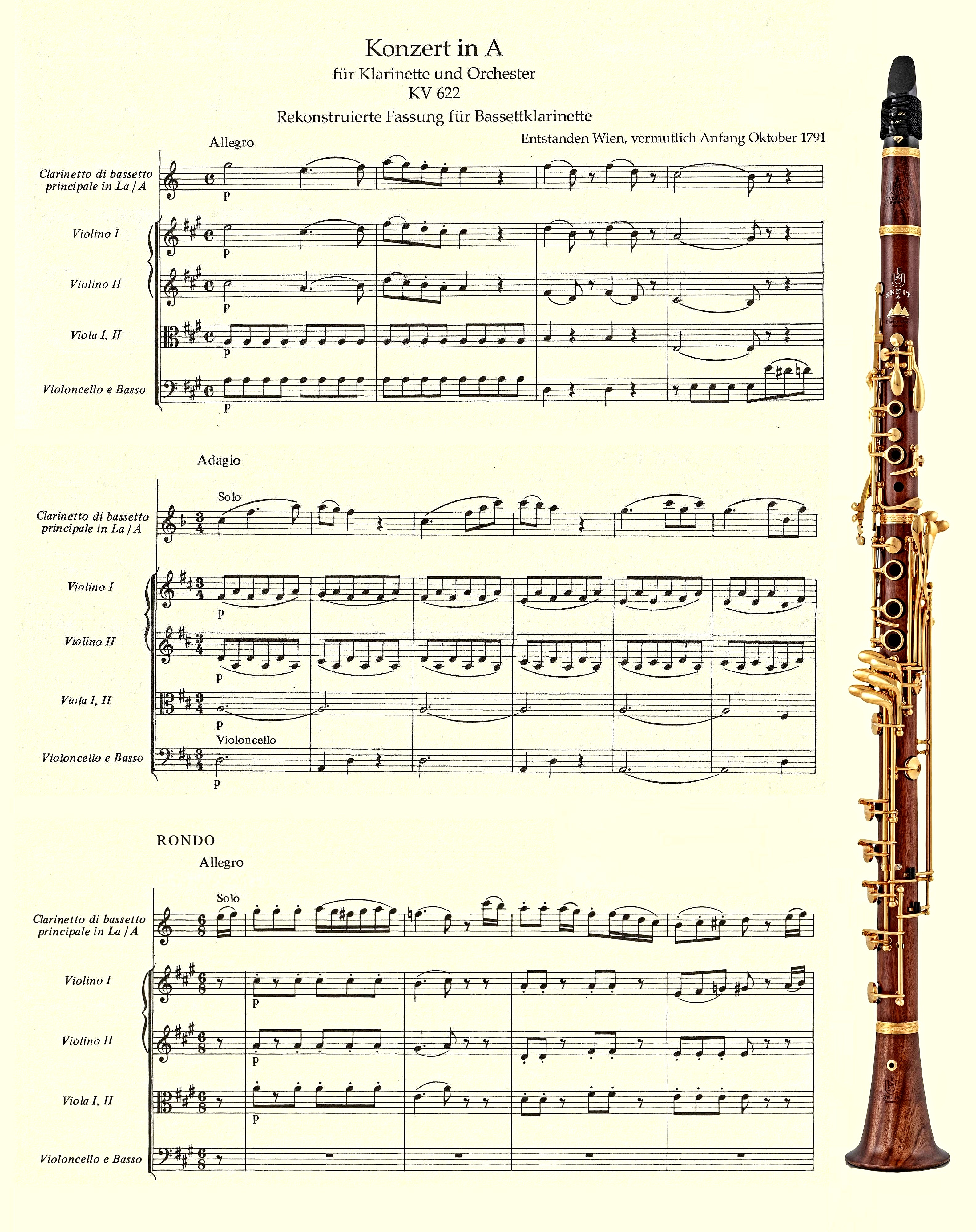
Partitura con los comienzos de los 3 movimientos; clarinete di basseto a la derecha.

El Concierto para clarinete en La mayor, K. 622, de Wolfgang Amadeus Mozart, fue terminado en Viena en octubre de 1791 para el clarinetista Anton Stadler, gran amigo y cofrade masón de Mozart, para clarinete y orquesta.
La orquesta que acompaña al solista consta de dos flautas, dos fagotes, dos trompas y cuerdas. Está escrito en la misma tonalidad que el Quinteto para clarinete K. 581, también destinado a Stadler. 
A diferencia de todos los demás conciertos de Mozart, este no prevé una cadenza para el solista en su primer movimiento, sí en el Adagio.

## Estructura
Está compuesto, al igual que todos los conciertos para solistas de la época, de tres movimientos:[cita requerida]
1. Allegro - Al ser el primer movimiento, está en la tonalidad de la obra: La mayor.
2. Adagio - Como marca la norma, este movimiento está en la tonalidad subdominante en relación con el primer y tercer movimientos de la obra: Re mayor.
3. Rondó - Está en la misma tonalidad que el primer movimiento.

## Análisis
La obra está escrita originalmente para clarinete di bassetto, aunque el propio Stadler hizo un arreglo para que la obra pudiera ser ejecutada por un clarinete, pese a que hubiera dificultades de tesitura evidentes que afectaran el discurso musical. Además, de forma poco habitual, el punto de cadencia de la obra se sitúa en el segundo movimiento, cuando lo habitual es ejecutarla en el primer movimiento.[cita requerida]

### Primer movimiento
La introducción de la orquesta abarca los primeros 56 compases, en los cuales se expone el tema principal de la obra. A continuación comienza la exposición del clarinete solista del tema principal y el secundario (c. 57-154). En los siguientes compases se procede a culminar la exposición del tema con un tutti orquestal (c. 154-171). El desarrollo es bastante complejo (c. 172-227): se alternan partes orquestales con solistas y se hace un cambio de tonalidad a Fa# menor que sirve de puente para la reexposición del tema principal (c. 251-343). El tema secundario se ejecuta en la misma tonalidad que el primario (en lugar de la dominante, como ocurre en la exposición). Se concluye con un tutti orquestal (c. 343-359). Es un movimiento de estructura y duración inusuales para su tiempo.[cita requerida]

### Segundo movimiento
El movimiento comienza directamente con la ejecución del tema principal (de 8 compases) por parte del solista, la orquesta hace de eco constante tanto en la exposición del tema como en el desarrollo del mismo (c. 1-32). El desarrollo del movimiento comienza inmediatamente después de la conclusión del tema principal en tutti orquestal, dejando el relevo al clarinete. Este desarrollo toma forma de tema secundario (c. 33-59). La reexposición viene precedida por una pausa en la cual se puede hacer la cadencia (ya escrita por Mozart). Se produce la reexposición del tema primario por parte del clarinete, que se ve reforzada por la orquesta (c. 60-83). Se produce la culminación del concierto con la coda (c. 83-98).[cita requerida]

### Tercer movimiento
Como todos los rondós, se produce la exposición de varios temas. Al principio del movimiento, el clarinete expone el primer tema acompañado animadamente por la orquesta (c. 1-56). Inmediatamente después de concluir la exposición del primer tema, comienza la exposición del segundo tema. Una sección curiosa por los diversos cromatismos melódicos y armónicos y el cambio de tonalidad a la relativa inferior (c. 114-137), donde comienza el tercer tema en fa# menor. De nuevo se recapitula al segundo tema (c. 188-246) y se concluye el movimiento con el tema primario expuesto al principio del movimiento y realizando al final una pequeña coda (c. 247-301).[cita requerida]

## Curiosidades

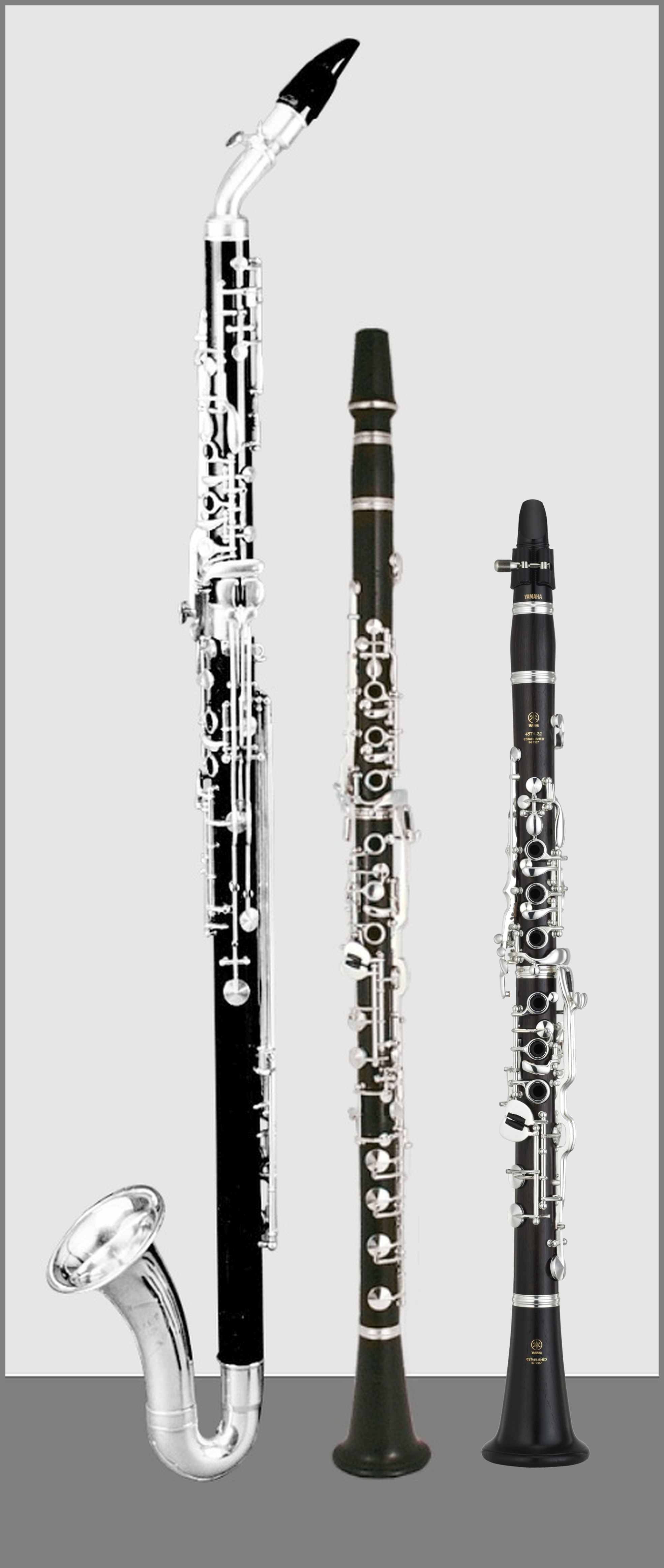
Corno di bassetto, clarinete di bassetto, clarinete normal (soprano).

Esta obra es imprescindible en el repertorio de cualquier clarinetista. En las últimas décadas se difundió la costumbre de ejecutarla con un clarinete especial, llamado clarinete di bassetto, que llegue en el registro grave al Do escrito (los clarinetes comunes llegan solamente hasta el Mi). Mozart varias veces exigió esta extensión en la escritura para el instrumento, como en el aria "Parto, ma tu ben mio" de la ópera La clemenza di Tito. El manuscrito del concierto no se ha conservado y lo que se ha transmitido es la transcripción que el propio Stadler hizo para posibilitar la ejecución en clarinetes comunes. Sin embargo, diversos pasajes en los tres movimientos cobran plena significación cuando se tocan en clarinete bassetto, porque se evitan saltos de octava que fragmentan el discurso musical.
Esta obra es habitualmente comparada con el Quinteto para clarinete y cuerdas debido a las diversas similitudes existentes en relación con la tonalidad, la estructura, el carácter, la dedicatoria y la cercanía en las fechas de composición.

## En la cultura popular
Está obra forma parte de la banda sonora de la película Memorias de África.[cita requerida]

## Discografía selecta
1. Mozart: Concerto For Clarinet & Orchestra, Clarinet Quintet / Vladimir Ashkenazy, Czech Philharmonic Orchestra.
2. Mozart At Tanglewood / Benny Goodman, Charles Munch, Boston.
3. Mozart: Concertos For Clarinet, Oboe & Bassoon / Jean-François Paillard.
4. Mozart: Clarinet Concerto, Sinfonia Concertante / Sabine Meyer, Hans Vonk.
5. Mozart: Clarinet Concerto / Richard Stoltzman, Alexander Schneider.
6. Mozart: Symphonien No 25 & 29, Etc / Leonard Bernstein, Vienna, Po.
7. Mozart: Clarinet Concerto, Clarinet Quintet / Martin Fröst.
8. Mozart: The Last Concertos / Andreas Staier, Lorenzo Coppola et al.